# منزل حیدریان
منزل حیدریان  مربوط به دوره معاصر است و در زاهدان، خیابان مولوی ۱۰، پلاک ۶۹ واقع شده و این اثر در تاریخ ۲۵ اسفند ۱۳۸۰ با شمارهٔ ثبت ۵۰۲۶ به‌عنوان یکی از آثار ملی ایران به ثبت رسیده است.